# 事件調査員 南条真琴 東京〜隠岐 摩天崖殺人事件
『事件調査員 南条真琴 東京〜隠岐 摩天崖殺人事件』（じけんちょうさいん なんじょうまこと とうきょう〜おき まてんがいさつじんじけん）は、2005年2月25日の21:00〜22:52に、フジテレビ系列の「金曜エンタテイメント」枠で放送されたドラマ。主演は森口瑤子。

## キャスト
- 南条真琴(南条調査オフィスの調査員・元刑事)：森口瑤子
- 南条志乃(真琴の義母で雄一郎の母親)：冨士眞奈美
- 戸田弁護士(刑事専門弁護士)：小野寺昭
- 神代小夜子(秀彦の妻で美由紀の義母・元ブティック店長)：中原果南
- 南条妙子(雄一郎の妹)：岩崎ひろみ
- 村上刑事(六本木署 刑事)：梨本謙次郎
- 花森昇一(バーテン)：津田寛治
- 南条雄一郎(真琴の夫で刑事・1年前に立てこもり犯に刺され殉職)：神保悟志
- 南条雄太(真琴と雄一郎の息子・幼稚園生)：小林翼
- 神代秀彦(神代商事 社長)：佐原健二
- 神代美由紀(真琴の大学時代のバスケットボール部の後輩)：真瀬樹里
- 岩城刑事(隠岐署 刑事)：松澤一之
- 湯山徹(美由紀の婚約者・バンドリーダー)：藏大貴
- 須之崎和幸(秀彦の甥・神代商事 課長・常務に内定している)：日比野玲
- 高瀬ルミ子(スナック「ルミ」のママ・神代の愛人)：長坂しほり
- 秋山晃一(湯山のバンド仲間)：北斗誓一
- 取り立て屋：半海一晃
- 喫茶店主：早川純一
- 聡子(美由紀の友人)：竹内彩恵
- 信江(花森の叔母)：松浪志保
- ほか：富永研司(雄一郎を刺した男)、小休暁(刑事)、酒井由美子(神代家の家政婦)、千葉茂(ラーメン店店主)、夷正信(マンションの管理人)、如月ゆり、宇野祥平(刑事)、下田祐司、澤江晃史、高田瞳、福田晃子、新脇晴美、波多紀昭(宮司)、芸優、ホリプロ インプルーブメント アカデミー、東京アナウンス学院、隠岐・海士町の皆さん

## スタッフ
- 原作：太田蘭三（「摩天崖」より祥伝社文庫刊）
- 脚本：浜田紀政
- 監督：日名子雅彦
- 企画：保原賢一郎（フジテレビ）
- プロデューサー：北沢光里
- 撮影：笹村彰
- 照明：海老原靖人
- 録音：冨田健吾
- 美術：吉原芳郎
- VE：野村俊樹
- 記録：中島まさ子
- 編集：清水正彦
- 装飾：平田貴幸
- 小道具：長澤真智子
- 衣裳：田中まゆみ
- ヘアメイク：南部美年、鈴木麻衣子
- スタイリスト：土屋直世
- アクション：村上潤
- 監督助手：阿部雅和、石井清夏
- 撮影助手：岡本世基
- 照明助手：倉持直子、金子拓矢、横石勤
- 録音助手：飯田庸安芸、飯沼真規
- 制作進行：野村友紀
- 車輌：ドルフィンズ
- EED：四元宣成
- MA：荒川望
- 選曲：菊池昇
- 効果：脇坂孝行
- スチール：勝村勲
- 広報：正岡高子（フジテレビ）
- 助監督：初山恭洋
- 制作主任：森﨑太陽
- 制作担当：千錦英久
- プロデューサー補：西木晋
- 製作：フジテレビ、アオイスタジオ